# Henry Benedict Medlicott
Henry Benedict Medlicott (Loughrea, Condado de Galway, 3 de agosto de 1829 - Bristol, 6 de abril de 1905) fue un botánico, geólogo, arqueólogo, y escritor científico irlandés, que trabajó en la India. Fue coautor de un texto de la geología de India y se acredita el acuñado del término "Gondwana" que más tarde fue utilizado para crear el concepto de Gondwanalandia.

## Biografía
Aborigen de Loughrea, Galway, segundo hijo, de tres, del Rector de Loughrea Iglesia de Irlanda, Samuel Medlicott (1796–1858) y de Charlotte (c. 1814-1884), hermana de Henry Benedict Dolphin, C. B. Se educó en el Trinity College, Dublin bajo Thomas Oldham (1816–1875) (así como en Francia, Guernsey, y Dublin. En 1850, obtuvo un BA con diploma en honores en la Escuela de Ingeniería Civil, y un MA en 1870. Fue un experto en francés y estaba familiarizado con las obras de los geólogos franceses. Se unió al Servicio Geológico de Irlanda como asistente general en octubre de 1851, trabajando bajo Joseph Beete Jukes (1811/69) y más tarde con el British Geological Survey en Wiltshire antes de dimitir para unirse al estudio geológico de la India en marzo de 1854 . Por recomendación de Sir Henry De la Beche (1796-1855) se le dio el cargo de profesor de geología en la Facultad Thomason de Ingeniería Civil en Roorkee.
Sus hermanos Joseph G. Medlicott (f. 1866) y Samuel (c.1831-1889) trabajaron en el Servicio geológico de Irlanda, mientras que Joseph más tarde trabajó en la India.
Junto con su hermano Joseph G. fue capaz de determinar la separación de la región Cámbrica Vindhyan del Gondwana. Más tarde trabajó en varias partes del país como South Rewa, Bihar, Assam, Khasi Hills, Rajputana, Cachemira, las cordilleras de Satpura y las colinas de Garo. El 1 de abril de 1876 sucedió al Dr. Oldham en dirigir el Departamento de Geología, luego en Calcuta. La posición fue cambiado de Superintendente a Director en 1885. Medlicott comenzó a aislarse de la vida social y comenzó a vivir una vida ascética, caminando descalzo, y editando documentos. Escribió  Manual de Geología de la India  con William Thomas Blanford en 1879 y editó obras en  Paleontologica Indica . Su estilo de escritura era considerado inmoderado por sus contemporáneos pero comenzó una política para permitir que sus subordinados la libertad de expresión en la prensa, una decisión que causó resentimiento entre el personal. Era hostil a la promoción de los geólogos indios nativos. Se retiró en abril de 1887 y vivió en Clifton Bristol donde continuó la investigación de sus intereses en filosofía y teología. Murió el 6 de abril de 1905, dejando su esposa, dos hijos y dos hijas. Se le atribuye haber sugerido el nombre de Gondwana. Y utilizó el término para describir la estratigrafía de una formación de la mayoría del Pérmico en la India. El geólogo Edward Suess señaló la amplia aparición de flora fósil de Glossopteris' y llamó a todas las regiones "Tierra de Gondwana" e incluyó la India, Madagascar y África, pero no Australia
Su obituarista y colega Blanford (quien falleció en el mismo año) notó que nunca usó el "FRS" después de su apellido en ninguna publicación.

### Carrera en la India
Del 15 de agosto de 1854 trabajó en Roorkee, haciendo viajes a Oldham. Se casó con Louisa, hija del reverendo Daniel Henry Maunsell, en Landour cerca de Mussoorie el 27 de octubre de 1857. En 1857 se desempeñó como voluntario con la guarnición de Roorkee contra los amotinados, y fue galardonado con la Medalla de la India Mutiny de Servicio Especial. Mientras que en Roorkee, estudió partes del valle de Narmada y Bundelkhand (en 1854-55, 1856-57). Trabajó en la geología de los Himalayas más bajas y las mesetas Siwalik.

## Algunas publicaciones
- 1870. Observations on the Geology and Zoology of Abyssinia
- 1877. Geology of Kumaun and Garhwāl. Ed. N.-W.P. & Oudh Gov. Press, 50 p.
- 1879. Economic geology. A Manual of the Geology of India, v. 2, con William Thomas Blanford, Valentine Ball, Frederick Richard Mallett. Ed. Geological Survey Office,
- 1879. con William Thomas Blanford, A Manual of Geology of India v. 1,[6] v. 2.[7]

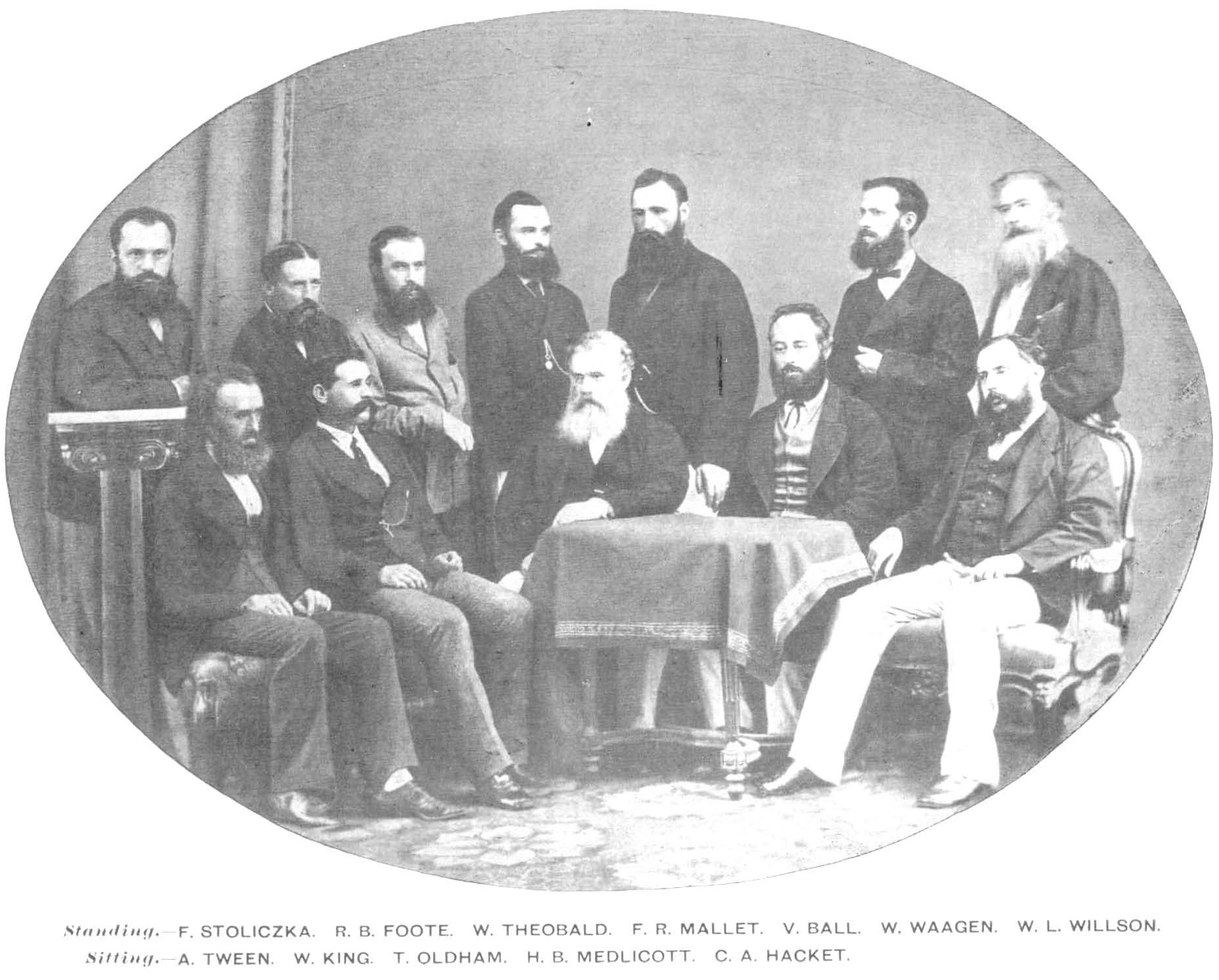
Miembros del Geological Survey de India, 1870: F. Stoliczka, R.B. Foote, W. Theobald, F.R. Mallet, V. Ball, W. Waagen, W.L. Willson (parados); A. Tween, W. King, T. Oldham, H.B. Medlicott, C.A. Hackett (sentados)

- 1888. Sketch of the Geology of the Punjab. 58 p.
- 1889-1898 con Eugene William Oates (1845-1911) Fauna of British India (birds)[8] (4 v. Taylor & Francis, Londres).
- 1892. The Evolution of Mind in Man. Ed. Kegan Paul, Trench, Trüber & Co. 48 p.
- 1892. Encyclopaedia of Indian Geology: Stratigraphical and Structural Geology : Chiefly Complied [sic] from the Observations of the Geological Survey. Con William Thomas Blanford. 2.ª ed. reimpresa de Cosmo Publications, 543 p.

## Premios y reconocimientos

### Membresías
- 1877: miembro de la Royal Society
- miembro de la Universidad de Calcuta
- 1879 a 1881: fue Pte. de Sociedad Asiática de Bangladés

### Galardones
- 1888: medalla Wollaston de la Sociedad Geológica de Londres
- 1901: medalla Real de la Royal Society